# Predalasta pljuča
Predalasta pljuča so tip dihal, kakršna imajo nekateri predstavniki pajkovcev, predvsem ščipalci in pajki. Sestavlja jih sveženj lamel, napolnjenih s hemolimfo, med katerimi so zračni mešički. Ta struktura se nahaja v razširitvi v zadku členonožcev, ki se navzven odpira z drobno odprtino na spodnji strani zadka. Lamele s svojo veliko površino predstavljajo mesto za izmenjavo plinov (dihanje) med hemolimfo in zrakom, ki je največkrat dovolj velika da živali ni potrebno aktivno prezračevati strukture z delovanjem mišic.
Ščipalci imajo štiri pare predalastih pljuč, pajki pa nič do dva para. Pri nekaterih pajkih vlogo dihanja dopolnjuje ali popolnoma prevzame sistem vzdušnic, ki vodijo v notranjosti do posameznih tkiv, izvorno pa imajo dva para predalastih pljuč. Skladno s pojavom vzdušnic se pajkom zmanjša srce, ki se mu zmanjša vloga poganjanja s kisikom bogate hemolimfe do tkiv.
Najstarejši fosil s prepoznavnimi predalastimi pljuči je pajkovec iz danes izumrlega reda Trigonotarbida, star 410 milijonov let (devon). Njegova predalasta pljuča so praktično enaka tistim, ki jih imajo danes živeči pajkovci. Po prisotnosti oz. odsotnosti predalastih pljuč ločimo pajkovce v dve neformalni skupini, »pljučarje« (ščipalci, pajki, bičerepci, nitastonožci idr.) ter »nepljučarje« (palpigradi, suhe južine, pršice, paščipalci idr.). Predalasta pljuča so se verjetno razvila iz listastih škrg, kakršne imajo danes živeči praskrluparji. To so listasto preoblikovane zadkove okončine, ki s premikanjem ustvarjajo vodni tok za prezračevanje. Po uveljavljeni teoriji naj bi se s prehodom na kopno ti lističi umaknili v telesno odprtino in se ohranili do danes kot lamele predalastih pljuč. Zaenkrat še ni povsem jasno, ali se je ta sprememba zgodila samo enkrat pri predniški skupini pajkovcev, ali pa je šlo za več ločenih dogodkov in so torej predalasta pljuča različnih skupin pajkovcev analogne strukture.